# Handschinia salomonis
Handschinia salomonis är en insektsart som beskrevs av Victor Lallemand 1935. Handschinia salomonis ingår i släktet Handschinia och familjen spottstritar. Inga underarter finns listade i Catalogue of Life.